# Kara no kyōkai
Kara no kyōkai (空の境界? lett. "Il confine del vuoto"), sottotitolata The Garden of Sinners (lett. "Il giardino dei peccatori"), anche nota come Rakkyo (らっきょ?), è una serie di light novel scritta da Kinoko Nasu e illustrata da Takashi Takeuchi.
Nel 2007 è iniziata la produzione di una trasposizione animata ad opera dello studio ufotable e basata su sette lungometraggi e un OAV facente da epilogo. Un adattamento televisivo di 13 episodi, che copre le vicende in ordine cronologico dei primi quattro e del settimo film, è stato trasmesso a partire dal 6 luglio 2013 dall'emittente televisiva giapponese BS11. Successivamente sono stati prodotti due ulteriori lungometraggi, che completano e chiudono definitivamente l'intreccio narrativo principale.

## Trama
Mikiya Kokutō comincia ad appassionarsi al caso della misteriosa serie di morti violente che si stanno verificando nella sua città e, al contempo, si lascia intrigare da Shiki Ryōgi, una bella ma poco socievole ragazza, sua compagna di classe. Mentre cerca di avvicinarsi a Shiki, si rende conto che lei è in qualche modo collegata alle morti misteriose e che le forze soprannaturali coinvolte potrebbero ucciderlo.
Si scopre che nella famiglia di Shiki alcuni membri possiedono due personalità distinte, entrambe consapevoli dell'altra e con qualità diverse. Questa doppia personalità, composta dalla Shiki femminile e dallo Shiki maschile, congiunta all'educazione impartita dalla sua famiglia, hanno causato in lei un radicato sentimento di rifiuto per gli esseri umani. Tuttavia, dopo l'incontro con Mikiya, scopre a poco a poco la felicità dovuta alla loro relazione sociale, portando ad un crescente scisma tra le due personalità. Al culmine di tale dissociazione, Shiki entra in coma in seguito ad un incidente stradale.
Al suo risveglio, due anni più tardi, non riesce a relazionare i suoi ricordi passati con la sua nuova identità e scopre di possedere un potere, chiamato "Occhi Mistici della Percezione della Morte", capace di farle percepire le invisibili fessure di mortalità che permeano ogni cosa vivente e non vivente. Riunitasi con Mikiya, ora impiegato come investigatore per Tōko Aozaki, decide di assistere l'agenzia investigativa di Tōko, il Santuario Vuoto (伽藍の堂?, Garan no Dō), ogniqualvolta accada qualche incidente sovrannaturale, continuando a cercare una ragione per vivere.

## Personaggi principali
Shiki Ryōgi (両儀式?, Ryōgi Shiki)
Doppiata da: Maaya Sakamoto
Shiki è una ragazza atipica che veste sempre con un kimono, appare abbastanza distaccata e apatica e possiede una doppia personalità, una femminile chiamata "Shiki" e una maschile chiamata "SHIKI". In seguito ad un incidente passa diverso tempo in coma, ritrovandosi, una volta sveglia, in possesso di un potere mistico grazie al quale può vedere le linee della morte su tutto ciò che la circonda. Grazie a queste Shiki riesce ad uccidere qualsiasi cosa esista, anche i concetti stessi, finché lei li recepisce come "vivi". In seguito al suo risveglio inizierà a collaborare insieme al compagno Kokutō con l'agenzia investigativa diretta da Aozaki Tōko, ritrovandosi coinvolta in diverse situazioni paranormali.
Mikiya Kokutō (黒桐幹也?, Kokutō Mikiya)
Doppiato da: Kenichi Suzumura
L'amico di Shiki che, due anni prima, le ha fatto la promessa di frequentare l'università insieme. In una mostra consigliatagli da un amico, vede dei pupazzi ed è così estasiato dalla loro vacuità, simile a quella di Shiki, che decide di cercare il loro creatore, Tōko, e scopre il suo posto di lavoro. Con la speranza di frequentare l'università con Shiki schiacciata dal suo coma improvviso, abbandona il college per lavorare come assistente di Tōko. Lei tiene in grande considerazione le sue abilità investigative, che gli hanno permesso di scovare dove lavorasse, un edificio abbandonato protetto da uno spazio separato. SHIKI e l'attuale Shiki lo chiamano Cocteau (コクトー?, Kokutō), a causa della sua somiglianza con Jean Cocteau.
Tōko Aozaki (蒼崎橙子?, Aozaki Tōko)
Doppiata da: Honda Takako
Sorella di Aoko Aozaki, è una maga di prim'ordine, identificata con il nobile colore rosso alla Torre dell'Orologio in gioventù, abilissima nel costruire marionette. Al risveglio di Shiki sarà lei a spiegarle in cosa consiste il suo potere, offrendosi di insegnarle a controllarlo e dandole dei compiti da svolgere per l'agenzia di investigazione del paranormale. Come per la sorella, fa una comparsa anche nella visual novel Mahōtsukai no yoru e viene spesso citata anche in altre opere di Type-Moon.

## Sviluppo e pubblicazione
Kara no kyōkai è stata ideata nell'ottobre del 1998 e pubblicata online su Takebōki (竹箒?) il sito web di Nasu e Takeuchi divisa in cinque capitoli, ai quali fecero seguito altri due capitoli nell'agosto del 1999, pubblicati in occasione del 56° Comiket. Successivamente, con la fondazione di Type-Moon a opera degli stessi autori, nel 2001, allegato al fandisk di Tsukihime Plus-Disc venne inserita una parte del romanzo, che fece lievitare la fama di Kara no kyōkai a tal punto da dover pubblicare un dōjinshi in occasione del 61° Comiket.
Nel settembre del 2002 venne pubblicato un drama-CD sulla serie e il 6 agosto 2004 partì la distribuzione commerciale tramite la Kōdansha. Il successo fu raggiunto velocemente: le 5.000 edizioni limitate che vennero pubblicate furono esaurite immediatamente dopo l'uscita, in aggiunta a più di 500.000 copie ordinarie vendute nello stesso anno.

## Trasposizione animata
Lo studio Ufotable (che qualche anno dopo avrebbe firmato anche Fate/Zero), si è occupata della trasposizione animata dell'opera nella sua interezza. Rendendosi subito conto dell'impossibilità di produrre una serie televisiva regolare a causa dell'ingente materiale narrativo, si è inizialmente deciso di dividere il tutto in 7 film che avrebbero adattato la totalità della novel originale. Si decise inoltre di mantenere l'impostazione narrativa frammentata come stata concepita da Kinoko Nasu, mischiando quindi la continuità degli episodi e inserendo continui flashback nella narrazione. Successivamente, per ingannare l'attesa per il settimo e ultimo episodio, la produzione decise di sviluppare un lungometraggio riassuntivo dei primi sei film, intitolando successivamente Kara no kyōkai Remix: Gate of seventh heaven. In occasione dell'uscita del settimo film, furono ristampate le light novel in 3 volumi contenenti nuove illustrazioni.
Due anni dopo, con la produzione di una nuova edizione dei film, venne prodotto un ulteriore lungometraggio sotto forma di OAV, narrante un nuovo epilogo più esaustivo e completo che prende il nome di Kara no kyōkai: Epilogue.
Infine nel luglio del 2012, in occasione del Type-Moon Fes. 10th Anniversary Event fu annunciata la produzione di due nuovi lungometraggi impostati come ulteriori epiloghi sotto forma di side story, narranti entrambi eventi successivi di anni alla serie originale. Questi usciti nel 2013 presero il nome di Kara no kyōkai: Future Gospel e Kara no kyōkai: Recalled Out Summer - Extra Chorus.
| Nº | Titolo italiano Giapponese 「Kanji」 - Rōmaji | In onda           | In onda |
| Nº | Titolo italiano Giapponese 「Kanji」 - Rōmaji | Giapponese        |         |
| 1  | Kara no kyōkai 1: Overlooking View 「劇場版 空の境界」 - Kara no kyōkai: Fukan Fuukei | 1º dicembre 2007  |         |
| 1  | Una serie di suicidi inspiegabili si sussegue nei pressi di un edificio abbandonato, mentre la polizia è totalmente disorientata ed incapace di agire. La protagonista della storia è Shiki Ryōgi, ragazza dagli atteggiamenti decisamente maschili, dal passato oscuro e con un potere unico. Il caso inizialmente le sarà del tutto estraneo, ma presto dovrà intervenire per salvare una persona preziosa.                                                  |                   |         |
| 2  | Kara no kyōkai 2: Murder Study (Part 1) 「第二章 殺人考察（前）」 - Kara no kyōkai: Satsujin Kōsatsu (Zen) | 29 dicembre 2007  |         |
| 2  | Il secondo film della saga fa un balzo indietro nel tempo e ci mostra come si sono conosciuti alle superiori Mikiya Kokutō e Shiki Ryōgi. Questa pellicola indugia sull’antisocialità della protagonista, sulla sua doppia personalità e sui suoi impulsi omicidi, che ella tenta di frenare. In città si aggira un brutale serial killer e Mikiya teme che possa essere opera di Shiki, di cui lui si è ormai irrimedialmente innamorato.                     |                   |         |
| 3  | Kara no kyōkai 3: Remaining Sense of Pain 「第三章 痛覚残留」 - kara no kyōkai: Tsuukaku zanryuu | 9 febbraio 2008   |         |
| 3  | In questo lungometraggio Shiki affronta Fujino Asagami, compagna di classe di Azaka (la sorella di Mikia). La ragazza ha tenuto segreta la sua impossibilità di sentire il dolore, per non apparire anormale al giudizio altrui. Questa sua peculiarità serviva in realtà a sigillare ben altri e più terrificanti poteri omicidi, che vengono risvegliati da uno stupro.                                                                                      |                   |         |
| 4  | Kara no kyōkai 4: Void Shrine 「第四章 伽藍の洞」 - kara no kyōkai: Garan no dou | 24 maggio 2008    |         |
| 4  | Il quarto film compie nuovamente un salto nel passato: Shiki, finita in ospedale, conosce Tōko Aozaki, una “investigatrice dell’occulto” nonché potente maga, che la aiuta a superare i suoi tormenti ed a gestire il suo potere: gli occhi mistici. In cambio chiede alla ragazza di aiutarla nelle sue investigazioni. |                   |         |
| 5  | Kara no kyōkai 5: Paradox Spiral 「第五章 矛盾螺旋」 - Kara no Kyōkai: Mujun rasen | 16 agosto 2008    |         |
| 5  | Shiki aiuta Tomoe Enjō, un adolescente che sostiene di aver ucciso i suoi genitori e che è perseguitato da un incubo ricorrente, in cui viene a sua volta ucciso dalla madre. Ma chi è la causa di questa spirale di incubi ed orrori? Shiki, Tōko e Mikiya vanno alla ricerca di risposte all'interno di un condominio caratterizzato da un'insolita struttura.                                                                                               |                   |         |
| 6  | Kara no kyōkai 6: Oblivion Recorder 「第六章『忘却録音』」 - kara no kyōkai: Boukyaku rokuon | 20 dicembre 2008  |         |
| 6  | Shiki si infiltra nella scuola di Azaka, la sorella di Mikia, per investigare sulla strana morte di una studentessa. Le due ragazze collaboreranno nell'indagine anche se non senza difficoltà di convivenza e si troveranno ad affrontare un subdolo nemico che cancella i ricordi delle studentesse della scuola con l'impiego della magia. Il film è un approfondimento della figura di Azaka, nel quale vengono mostrate le sue paure e i suoi sentimenti. |                   |         |
| -  | Kara no Kyōkai Remix -Gate of seventh heaven- 「空の境界 Remix -Gate of seventh heaven-」 - Kara no Kyōkai Remix -Gate of seventh heaven- | 14 marzo 2009     |         |
| -  | Montaggio riassuntivo dei primi 6 film di Kara no Kyōkai, con l'aggiunta di alcune scene inedite. |                   |         |
| 7  | Kara no Kyōkai 7: Murder Study (Part 2) 「第七章 殺人考察（後）」 - kara no kyōkai: Satsujin kousatsu (Go) | 8 agosto 2009     |         |
| 7  | La serie di omicidi, iniziata ai tempi del liceo e poi interrotta per anni, riprende improvvisamente. Chi è il brutale serial killer che divora le sue vittime? Nel mentre una potente droga si diffonde in città, distruggendo le vite di diversi giovani. |                   |         |
| 8  | Kara no kyōkai: Epilogue 「空の境界 Epilogue」 - Kara no kyōkai Epilogue | 2 febbraio 2011   |         |
| 8  | OAV costituito da un'unica scena di conversazione tra Mikiya ed una personalità di "Ryōgi Shiki". Il dialogo affronta alcuni nodi problematici dei film e ne amplia lo sfondo narrativo. |                   |         |
| 9  | Kara no kyōkai: Future Gospel 「劇場版 空の境界 未来福音」 - Kara no Kyōkai: Mirai Fukuin | 23 settembre 2013 |         |
| 9  | Un dinamitardo scuote la città con le sue esplosioni su commissione. Le sue doti di valutazione del futuro gli permettono di essere infallibile, fino a che il suo destino non si incrocia con quello di Shiki... nel frattempo Mikiya conosce una ragazza capace di prevedere il futuro. |                   |         |
| 10 | Kara no kyōkai: Recalled Out Summer - Extra Chorus 「劇場版 空の境界 未来福音」 - Kara no Kyōkai: Mirai Fukuin Extra Chorus | 28 settembre 2013 |         |
| 10 | Un gatto nero da accudire per Shiki e alcuni chiarimenti tra delle ragazze della scuola privata, in riferimento ai precedenti film. |                   |         |

### Colonna sonora
Ogni traccia utilizzata nella serie, compreso il brano d'inizio e di chiusura, è stata creata dalle Kalafina, sotto la direzione di Yuki Kajiura.
| Nº | Film                               | Titolo album                                                                   | Ending                      |
| -- | ---------------------------------- | ------------------------------------------------------------------------------ | --------------------------- |
| 1  | Overlooking View                   | 劇場版空の境界「俯瞰風景」ORIGINAL SOUNDTRACK                                  | Oblivious                   |
| 2  | Murder Study (Part 1)              | 劇場版空の境界「殺人考察(前)」ORIGINAL SOUNDTRACK                              | Kimi ga Hikari ni Kaete Iku |
| 3  | Remaining Sense of Pain            | 劇場版空の境界「痛覚残留」ORIGINAL SOUNDTRACK                                  | Kizuato                     |
| 4  | Void Shrine                        | 劇場版空の境界「伽藍の洞」ORIGINAL SOUNDTRACK                                  | ARIA                        |
| 5  | Paradox Spiral                     | 劇場版空の境界「矛盾螺旋」ORIGINAL SOUNDTRACK                                  | Sprinter                    |
| 6  | Oblivion Recorder                  | 劇場版空の境界「忘却録音」ORIGINAL SOUNDTRACK                                  | Fairytale                   |
| 7  | Murder Study (Part 2)              | 劇場版空の境界「殺人考察(後)」ORIGINAL SOUNDTRACK                              | Seventh Heaven              |
| 9  | Future Gospel                      | 空の境界 「未来福音」 / 「未来福音 extra chorus」 オリジナル・サウンドトラック |                             |
| 10 | Recalled Out Summer - Extra Chorus | 空の境界 「未来福音」 / 「未来福音 extra chorus」 オリジナル・サウンドトラック |                             |